# 遊戲主持者
遊戲主持者（英語：Game Master，GM），或称游戏主持者，是角色扮演遊戲或网络游戏中主持游戏或监管玩家行为并维护游戏环境的负责人。除了GM外，不同的系統可能還有DM（地下城主）、說書人（storyteller）、守祕人（keeper）、導演（director）等稱呼，但是基本上這些別名的功能和GM是大致相同的。
一般的桌上角色扮演遊戲可能僅需要一位GM，但是大型的臨場動態角色扮演遊戲（live action role playing 簡稱LARP）可能會需要不只一位GM來使遊戲順利的進行。由于線上遊戲中，游戏世界（包括NPC）大多由预先设定的剧本控制，不需要（并且因游戏规模原因，很难）由游戏主持者进行控制，所以线上游戏中的GM一般担任的角色为实时进行管理、维护、服务的游戏管理员。但在有些游戏的特殊活动中，GM也会应需要去扮演游戏中的角色。

## 指令
在游戏正式发布之前，游戏公司通常会组织专人对游戏内容进行全面测试，而为了方便测试，游戏程序员在开发时就将大量专供测试和操作游戏内容用的专用命令写入。这些开放给GM使用的命令就是GM指令。
指令一般会涵盖游戏的全部功能，这些指令包括对服务器操作类（服务器重启，刷新，关闭等）、操作角色类（修改角色属性，角色位置，角色状态等）、广播类（发送全服消息，发布游戏活动消息），亦有方便GM活动的GM隐身，无敌等指令。例如：魔兽世界新的资料片巫妖王之怒开放的GM指令就包括直接到达80级等。
由于GM指令功能多样，一些私服为了吸引玩家，也有将GM指令开放给普通玩家的。

## 违规事件
由于GM拥有对游戏所有参数操作的能力，部分人利用该能力来谋取现实利益。
- 2002年2月，遊戲橘子所代理的線上遊戲天堂，發生線上遊戲管理員（GM）盜用客戶帳號密碼後，再竊取高價道具。[1]
- 2007年8月，華義國際數位娛樂經營的「王者之劍 GE ONLINE」，發生兩名線上遊戲管理員利用公司內部電腦，將遊戲內GM的上千件虛寶，交易移轉到另一遊戲角色[2]。